# Lucio Brugliera
Lucio Brugliera (Milano, 1937 – Fidenza, agosto 2013) è stato un pittore italiano.
Allievo di Bruno Zoni, si è diplomato all'Istituto d'Arte Paolo Toschi di Parma.
Su commissione della Diocesi di Fidenza, ha realizzato "Ritratti di Vescovi", una serie di ritratti degli ultimi vescovi della Diocesi, esposte nella Galleria S. Giorgio a Fidenza nel giugno del 2011. Nel 2012 ha realizzato il "Cristo Benedicente", un'imponente opera donata alla Parrocchia di San Francesco di Fidenza e sistemata nella Chiesa del Sacro Cuore a fianco dell'altare. 
Mostre d'arte personali e collettive:
- Palazzo Carmi, Parma 1968;
- Galleria Giordani, Parma 1978;
- Collettiva Palazzo Ducale di Colorno (Parma) 1981;
- Omaggio a S. Francesco (collettiva), Chiesa di S. Francesco, giugno 1982;
- Galleria d'Arte "La Meridiana”, Piacenza 1983;
- Palazzo Dalla Rosa Prati, Parma 1985;
- Palazzo dei Congressi, Salsomaggiore Terme, 1986;
- Galleria Comunale San Ludovico, Parma 2002;
- Collettiva per il Comune di Collecchio in occasione del Festival Verdiano, 2010;
- Esposizione di sei opere di G. Verdi presso la Banca Monte di Parma in via Cavour, ottobre 2011;
- Personale nel Palazzo Dalla Rosa Prati, organizzata da Pier Paolo Mendogni, con 35 opere realizzate dal 2002 al 2012, ottobre 2012.

È autore del libro "Vai dove sono gli altri" (ed. Gruppo Albatros Il Filo, gennaio 2010), dove racconta le esperienze acquisite durante la sua infanzia negli anni della Seconda Guerra Mondiale.